# Tarasque
Pour le peuple amérindien, voir Tarasques.
La Tarasque (prononcé [ta.ʁask] ; en occitan provençal Tarasca) est un animal du folklore provençal. Elle était censée hanter les marécages près de Tarascon, détruisant tout sur son passage et terrorisant la population. Ce monstre peut avoir de multiples formes, mais la plus fréquemment illustrée est pourvue de six courtes pattes comme celles d'un ours, d'un poitrail comme celui d'un bœuf, d'une carapace de tortue pourvue d'épines, et d'une queue écailleuse, éventuellement torsadée, pouvant se terminer par une pointe de flèche. Sa tête pouvait ressembler à celle d'un lion aux oreilles de cheval avec un visage de vieil homme.
La Tarasque de Tarascon a été inscrite à l'inventaire du patrimoine culturel immatériel en France en 2019, cependant depuis le 25 novembre 2005, les fêtes de la Tarasque à Tarascon ont été proclamées, par l'UNESCO, comme faisant partie du patrimoine oral et immatériel de l'humanité et inscrites en 2008 parmi l'ensemble Géants et dragons processionnels de Belgique et de France.

## Légende
Dragon amphibie aux yeux rougis et à l'haleine putride, la Tarasque vivait sur le rocher où a été construit le château de Tarascon. Elle guettait les voyageurs passant le Rhône pour s'en repaître, semant la terreur dans tout Tarascon.
Elle est décrite de la façon suivante par Jacques de Voragine dans la Légende dorée qu'il écrivit dans les années 1261-1266 : « Il y avait, à cette époque, sur les rives du Rhône, dans un marais entre Arles et Avignon, un dragon, moitié animal, moitié poisson, plus épais qu'un bœuf, plus long qu'un cheval, avec des dents semblables à des épées et grosses comme des cornes ; il se cachait dans le fleuve d'où il ôtait la vie à tous les passants et submergeait les navires. »

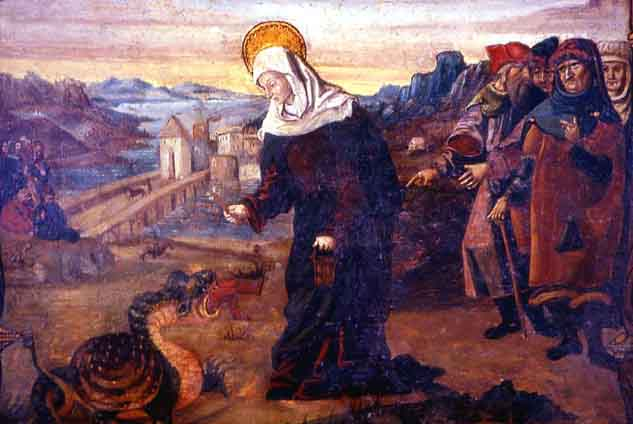
Marthe fustigeant la Tarasque, peinture attribuée à André Abellon (Église Sainte-Marie-Magdeleine à Saint-Maximin-la-Sainte-Baume).
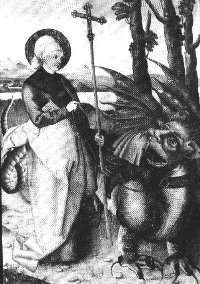
Marthe et la Tarasque, peinture de l'autel de la sainte en l'église Saint-Laurent de Nuremberg.
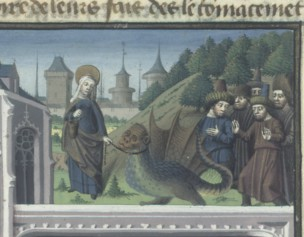
Marthe et la Tarasque, détail de la partie supérieure du folio 340v, Manuscrits Français 50 de la BNF, Vincentius Bellovacensis, Speculum historiale (XVe siècle).
Saint Georges blesse le dragon, et c'est Cléodélinda elle-même, à l'instar de Marthe, qui le conduit en laisse avec sa ceinture, Janetta Rebold Benton, in Bestiaire médiéval, par Paolo Uccelo (vers 1456).
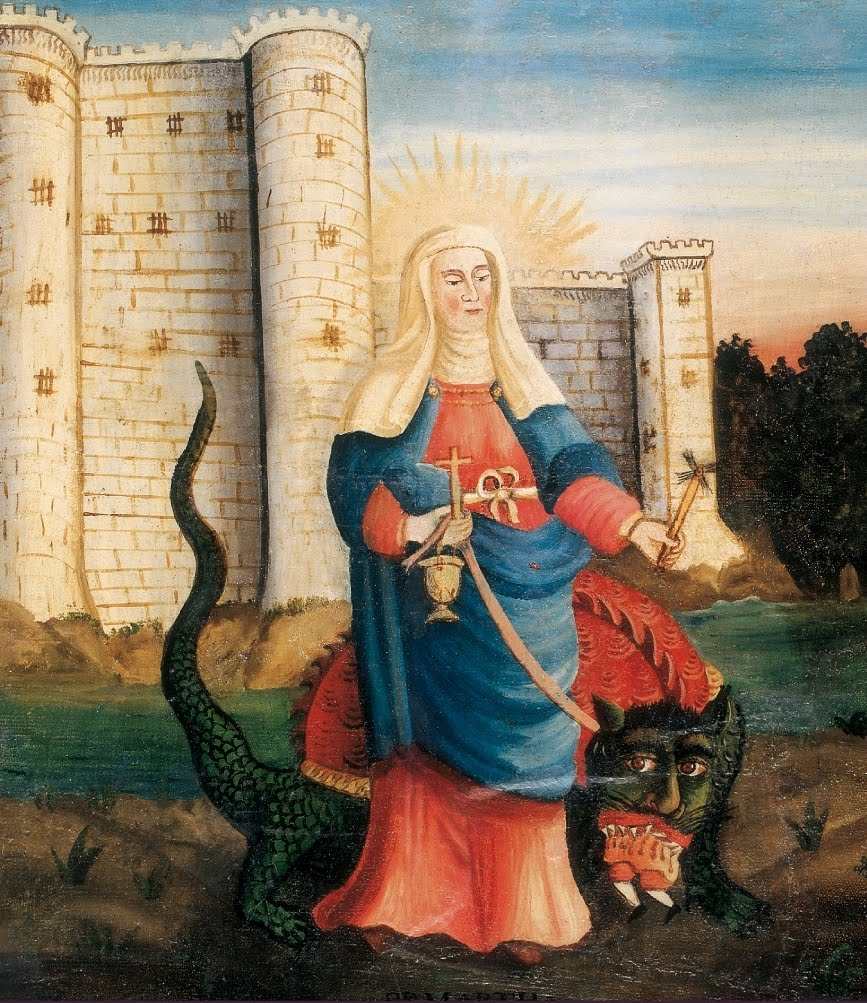
Marthe domptant la Tarasque, peinture du XVIIIe siècle Musée des Arts et traditions populaires.
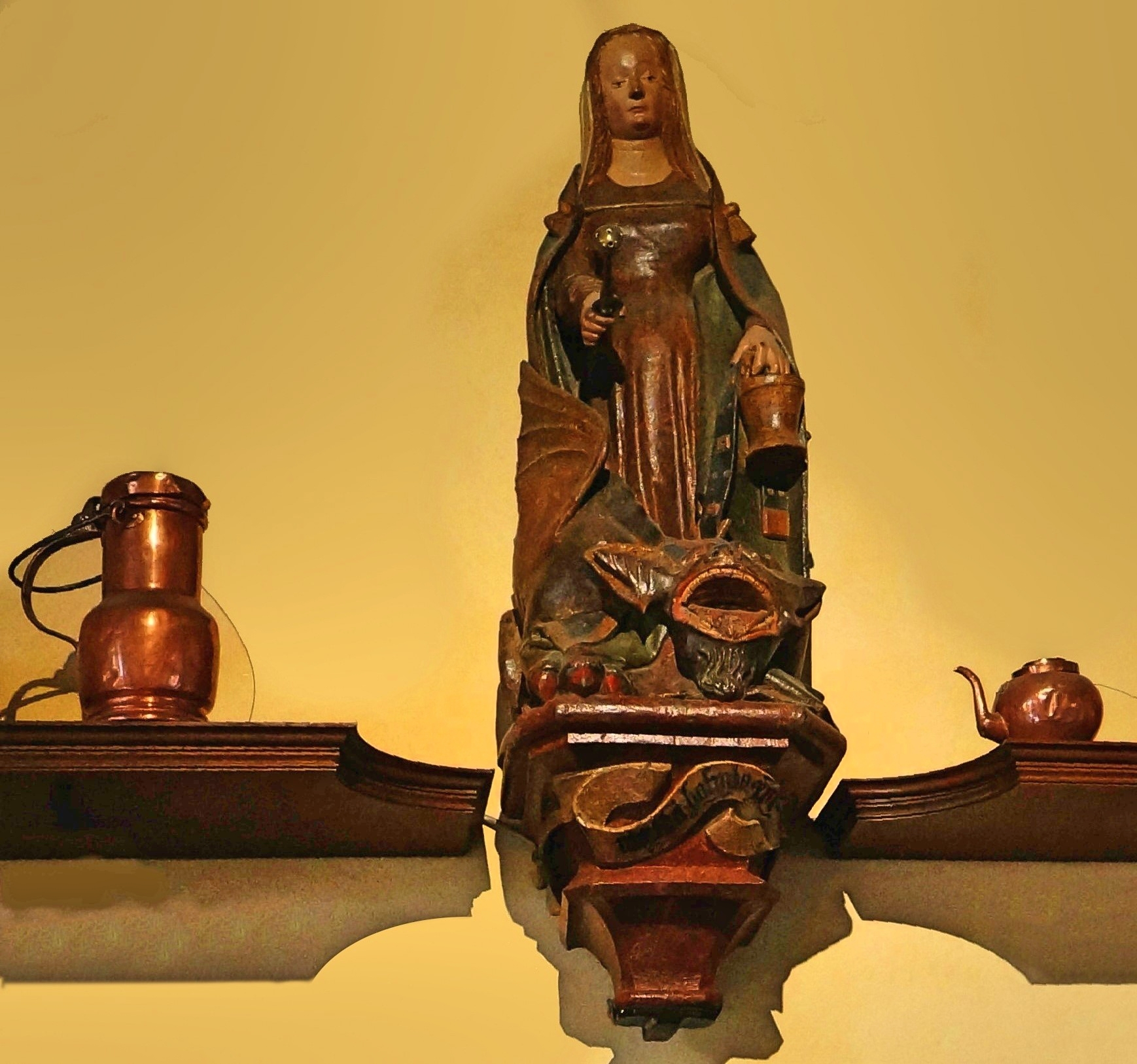
Statue de Sainte Marthe et la Tarasque, dans les cuisines de l'Hôtel-Dieu de Beaune (XVe siècle).

Plusieurs versions existent pour expliquer la fin du monstre. Un jour, une jeune fille originaire de Béthanie, sainte Marthe, venue évangéliser la Basse-Provence, décida de braver la bête. Avec toute la compassion que lui procurait sa foi chrétienne, elle obtint la soumission de la créature qui se laissa mener en laisse : sainte Marthe avait ligoté à jamais ce symbole du paganisme. Mais le village avait subi tant de pertes que ses habitants se ruèrent sur le monstre et le tuèrent. Ou encore, seize jeunes gens auraient défié et tué la Tarasque et seulement huit en seraient sortis vainqueurs et auraient fondé les villes de Tarascon et Beaucaire.
On peut rapprocher cette légende d'autres histoires analogues de saints sauroctones, par exemple l'évêque saint Romain qui délivre Rouen de la « Gargouille », dragon qui terrorisait la ville, ou saint Clément de Metz qui tue le « Graoully ».

## Étymologie
Puisque selon la tradition la Tarasque aurait donné son nom à Tarascon, il est intéressant de retrouver la forme la plus ancienne de ce toponyme. C'est Tarouscon, attestée IIe siècle, dans Strabon, peut-être dérivé de taurus (« taureau »). Il en dérive la forme Tarascone (IVe siècle). Les toponymistes lui donnent une racine pré-indo-européenne *tar, signifiant pierre ou rocher, qui se retrouve dans la vallée de la Tarentaise, avec le suffixe -ant-asc-on. Le nom de la Tarasque proviendrait donc de la même racine ligure avec l'adjonction du seul suffixe -asc qui se décline en -ascu, -oscu ou -uscu. Parmi les types -ascu, -oscu ou -uscu on peut citer Manosque, Venasque, Artignosc, Branoux, Flayosc, Gréasque, Vilhosc, Chambost, Albiosc, Névache en France et Benasque, Velasco ou Huesca en Espagne.

## Tarasques antiques et médiévales

### Tarasque de Noves

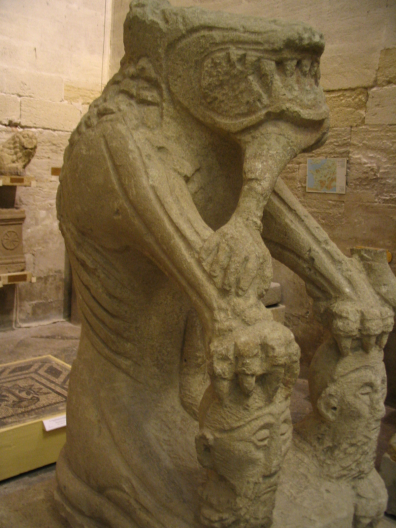
« Tarasque de Noves » (Musée lapidaire d'Avignon) Ier siècle avant notre ère)

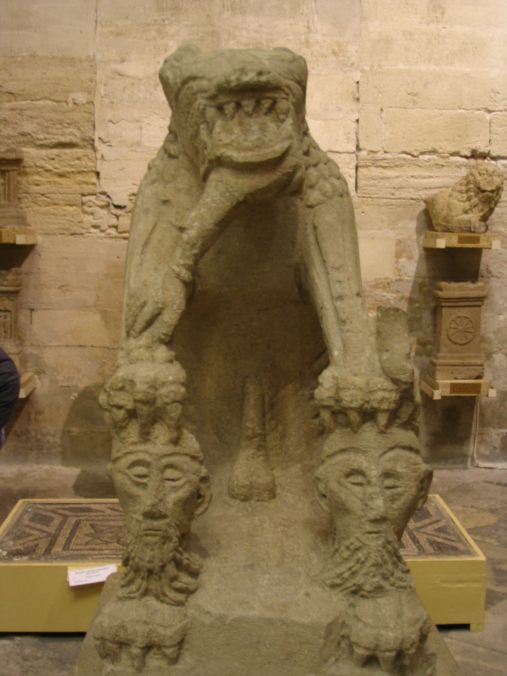
La Tarasque de Noves de face en position ithyphallique

Un monstre androphage recouvert d'écailles de tradition salyenne ou cavare connu sous le nom de « Tarasque de Noves » (Musée lapidaire d’Avignon) en est la première représentation connue.  
Elle a été découverte en 1849 par Joseph Joachin Meynard, dans un champ près du cimetière de cette commune lors du désouchage d'un mûrier. Elle reposait entre le village et la Durance, près du gué de Bonpas, à 2,50 mètres de profondeur sur un sol de pierres brutes. Elle est datée entre -50 et le début de notre ère. Longtemps considérée comme un ours, puis comme un lion à cause de sa crinière et de sa queue, elle eut très certainement un rôle religieux.
Salomon Reinach, qui la prenait pour un lion, l'a ainsi décrite : « La bête est assise sur son train de derrière. Sur chacune de ses pattes postérieure repose une tête barbue qui supporte une patte antérieure du fauve. La gueule du lion, largement ouverte, contenait probablement la partie inférieure d'un corps humain (le groupe est mutilé à cet endroit), car deux tronçons de bras humains, dont l'un est orné d'un bracelet, semblent avoir appartenu à ce corps. »
Les têtes coupées, qui portent des moustaches à la gauloise, ont une analogie avec celles de l'oppidum d'Entremont, près d'Aix-en-Provence ou celles de Velaux.

### Tarasques médiévales

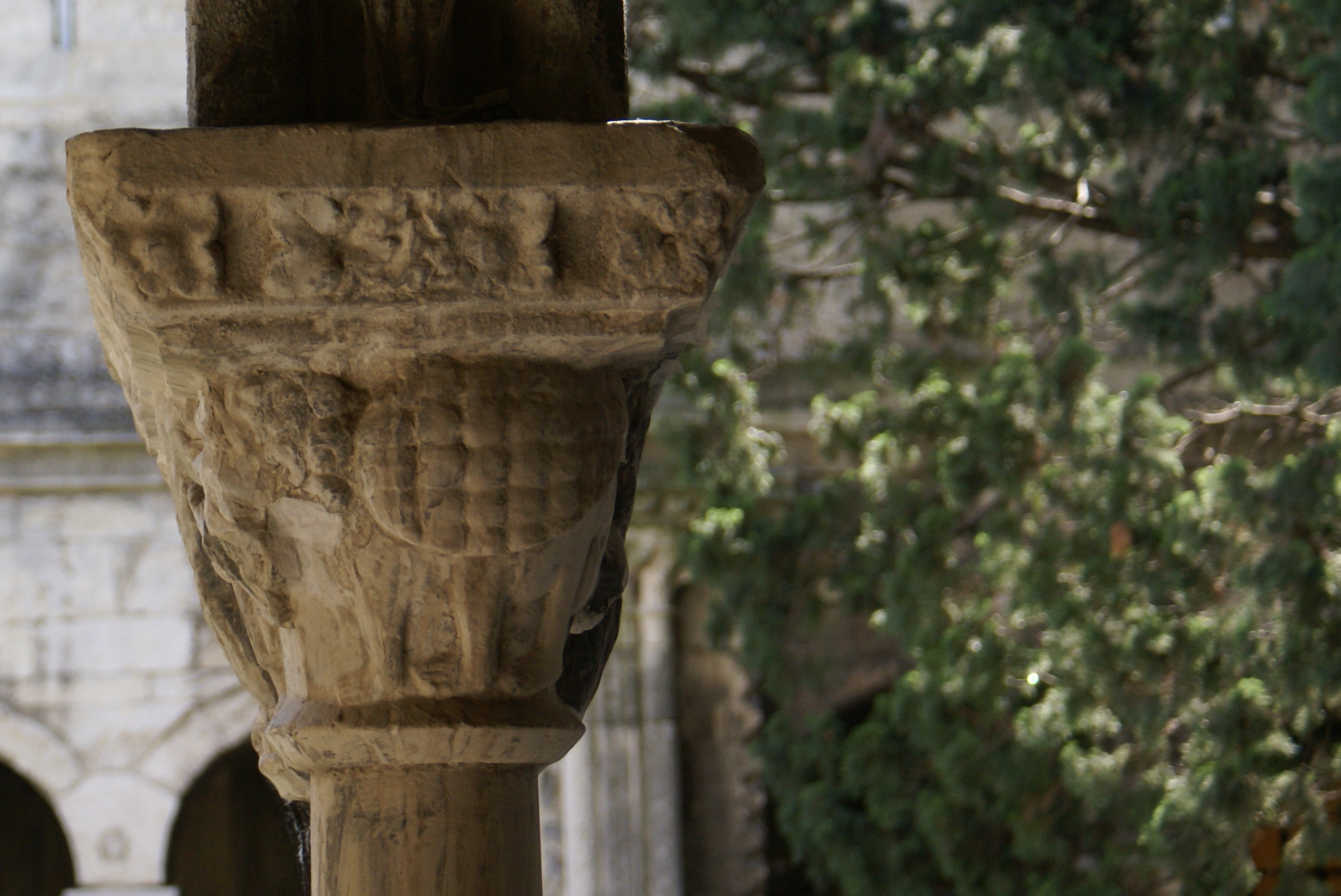
La Tarasque sur un chapiteau de Saint-Trophime d'Arles

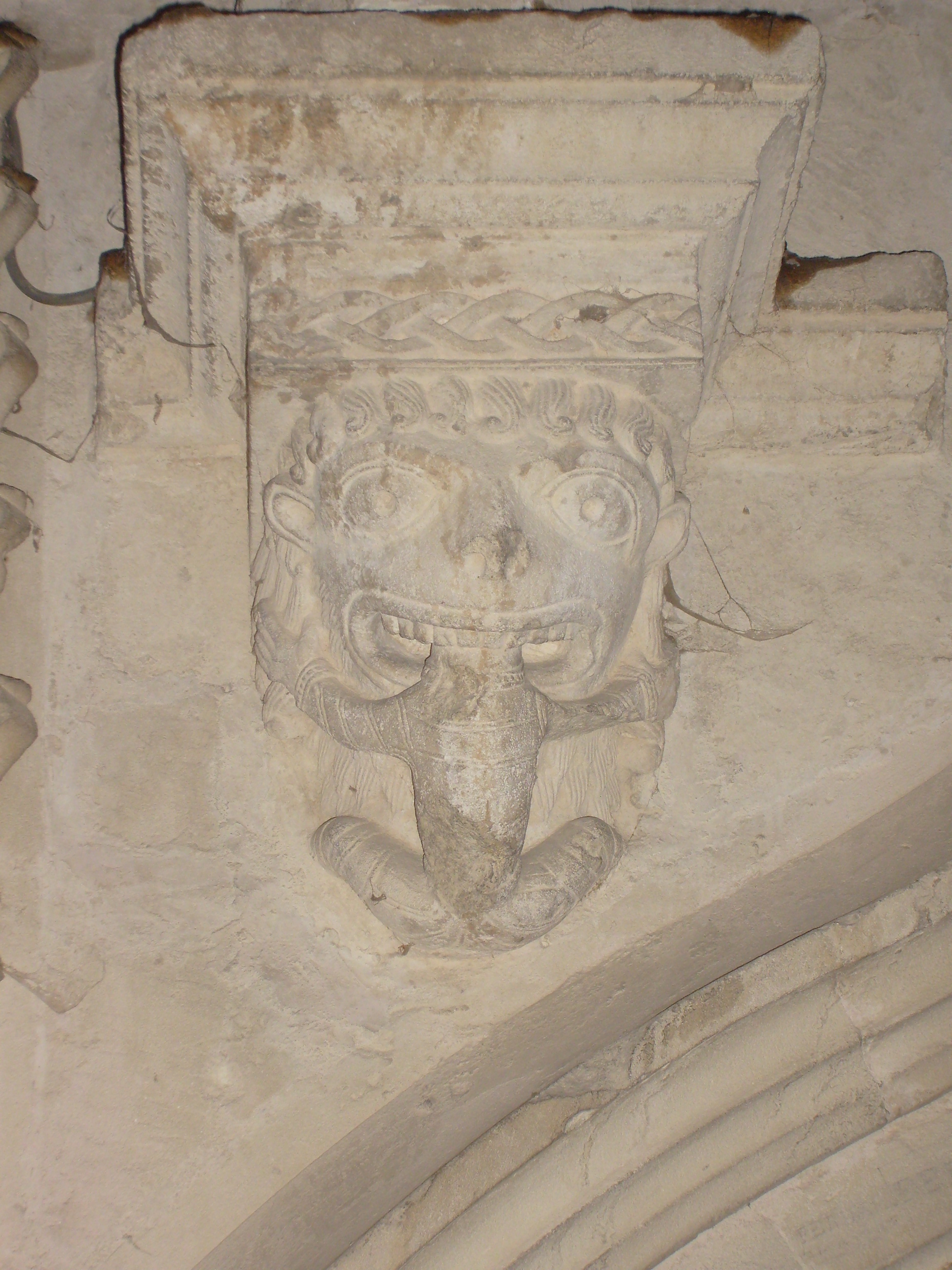
Une des deux Tarasques de l'abbaye de Montmajour

Ce monstre androphage, de tradition pré-romaine, apparaît dans la galerie Nord du cloître de l'abbaye de Montmajour sous la forme de deux têtes ornant des consoles de la galerie Nord. 
La première console, située près de l'enfeu de l'abbé Jean Hugolen (1405–1430), montre la Tarasque en train de dévorer la tête d'un homme qu'elle traîne sur le ventre. La seconde orne une console qui se trouve à l'opposé à l'angle Nord-Est du cloître. Le monstre finit de dévorer une personne dont on distingue encore le corps au fond de sa gueule.
Ces figurations de la bête de fine qualité et de grande expression se retrouvent à Saint-Trophyme d'Arles, à Saint-Paul de Mausole, près de Saint-Rémy-de-Provence et à Saint-Michel-de-Frigolet, proche de Barbentane et semblent issues des consoles de l'amphithéâtre de Nîmes.

## Tarasques dans le folklore

### Tarasque de Tarascon
Au cours de la Renaissance, le Grand schisme d'Occident étant fini — ce qui avait permis au comte de Provence d'être à nouveau roi de Naples —, il fallut exorciser les craintes. À Tarascon c'était les crues du fleuve. Et la légende des saintes de Béthanie, Marthe et sa sœur Marie, venues évangéliser la Provence et faire fuir tous ses maux, reprit vie. On trouva même une date précise à leur arrivée. Elles avaient débarqué aux Saintes-Maries-de-la-Mer en l'an de grâce 48. Et Marthe avait donc dominé la Tarasque peu après. De plus, tous se souvenaient de la piété des rois de France qui étaient venus péleriner sur le tombeau de la sainte à Tarascon. Tout d'abord, Clovis, qui était tombé malade au cours du siège d'Avignon et qu'elle avait guéri, puis Louis IX, qui était devenu saint, et son frère Charles Ier, comte de Provence et roi de Naples. Et l'actuel roi René était leur successeur. 

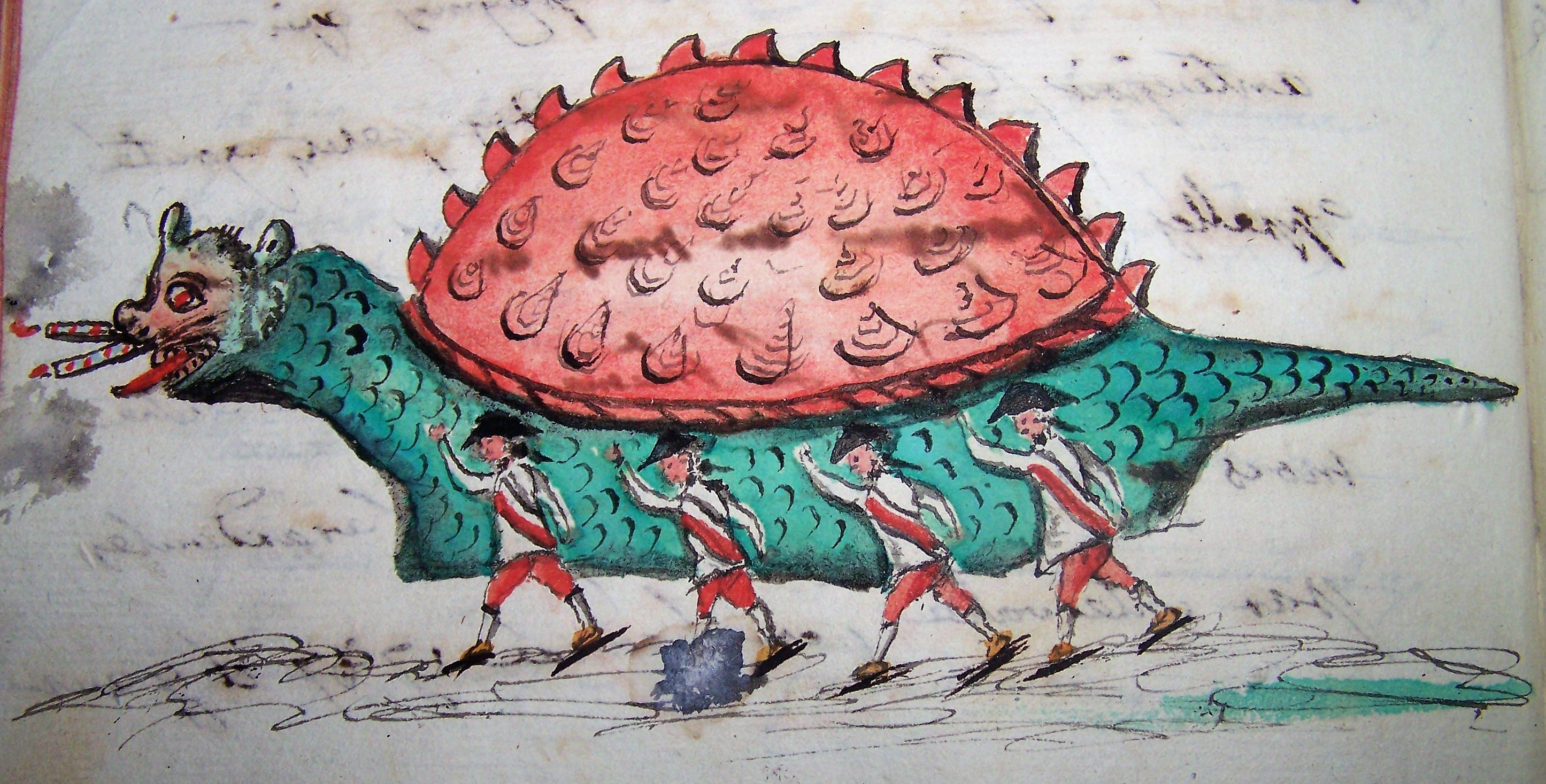
Dessin de Conrad Mouren
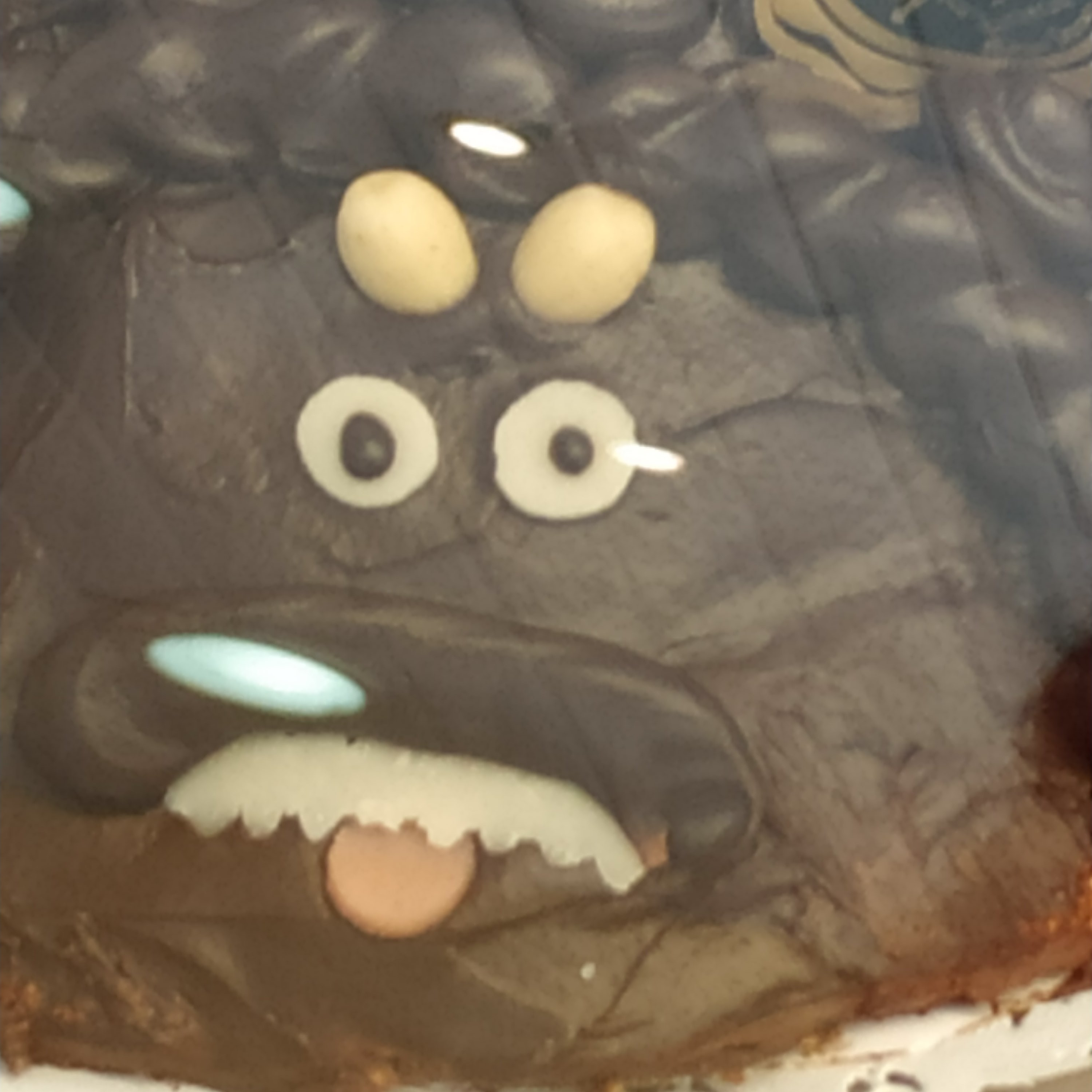
Tarasque en chocolat
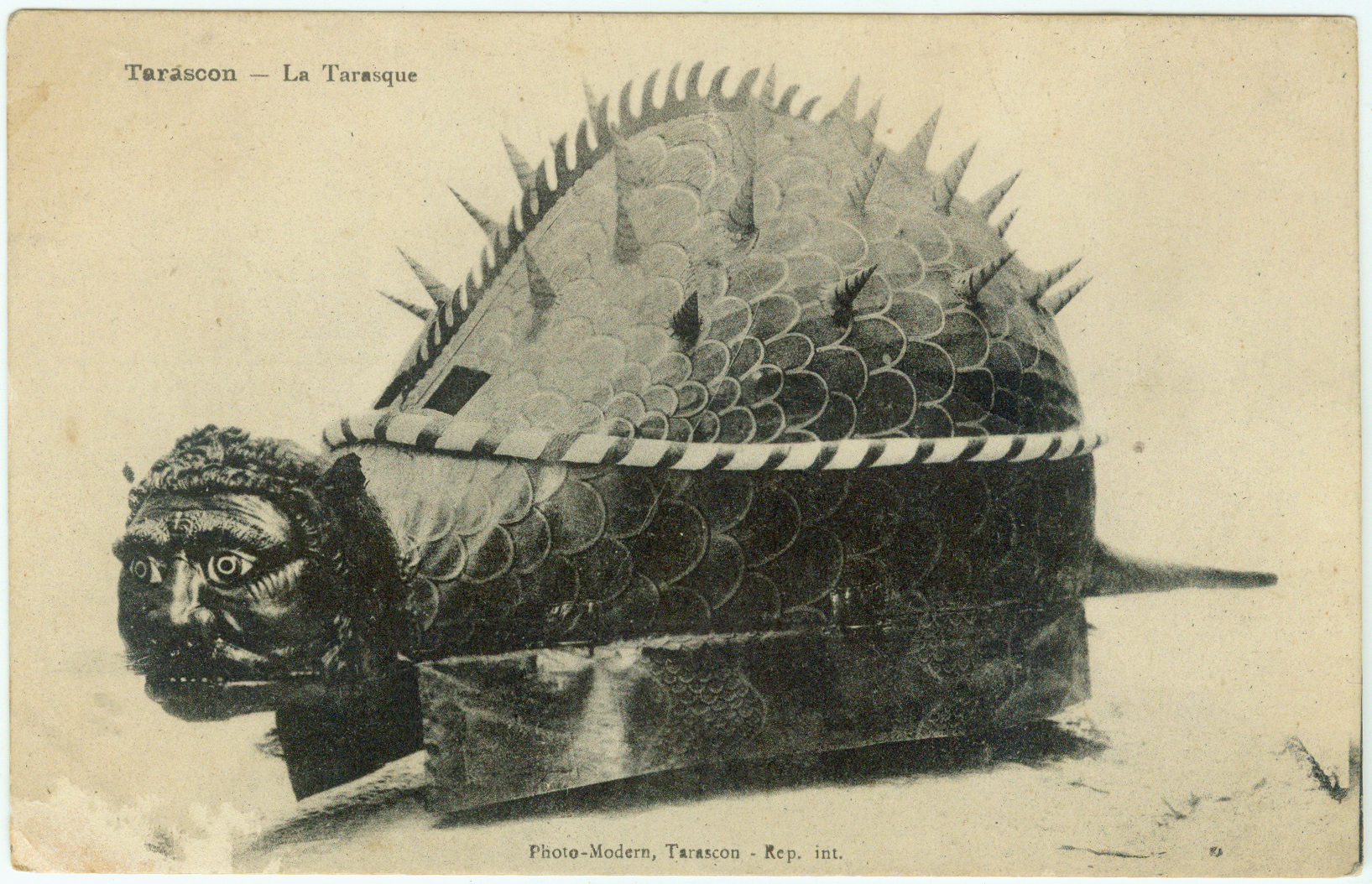
Carte postale de la Tarasque de Tarascon
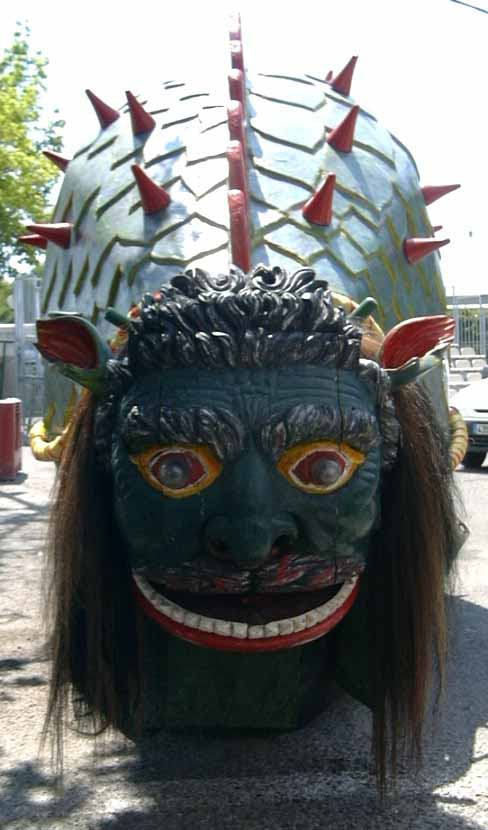
La Tarasque de Tarascon, de face
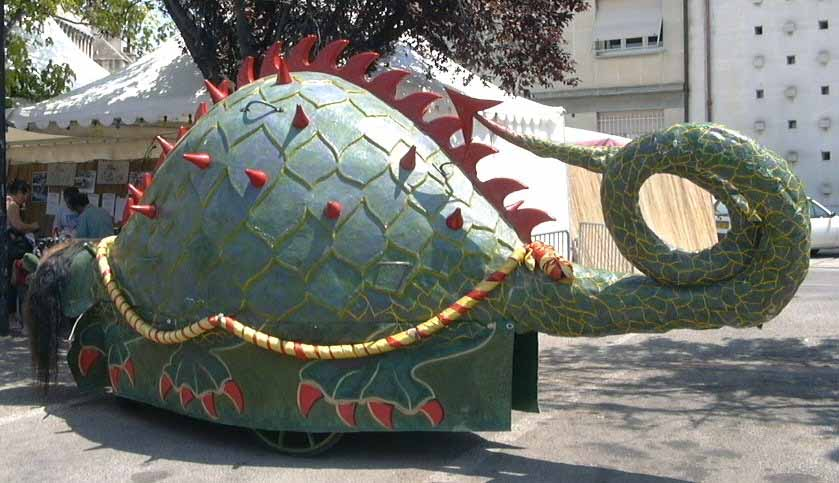
Tarasque de Tarascon, de profil
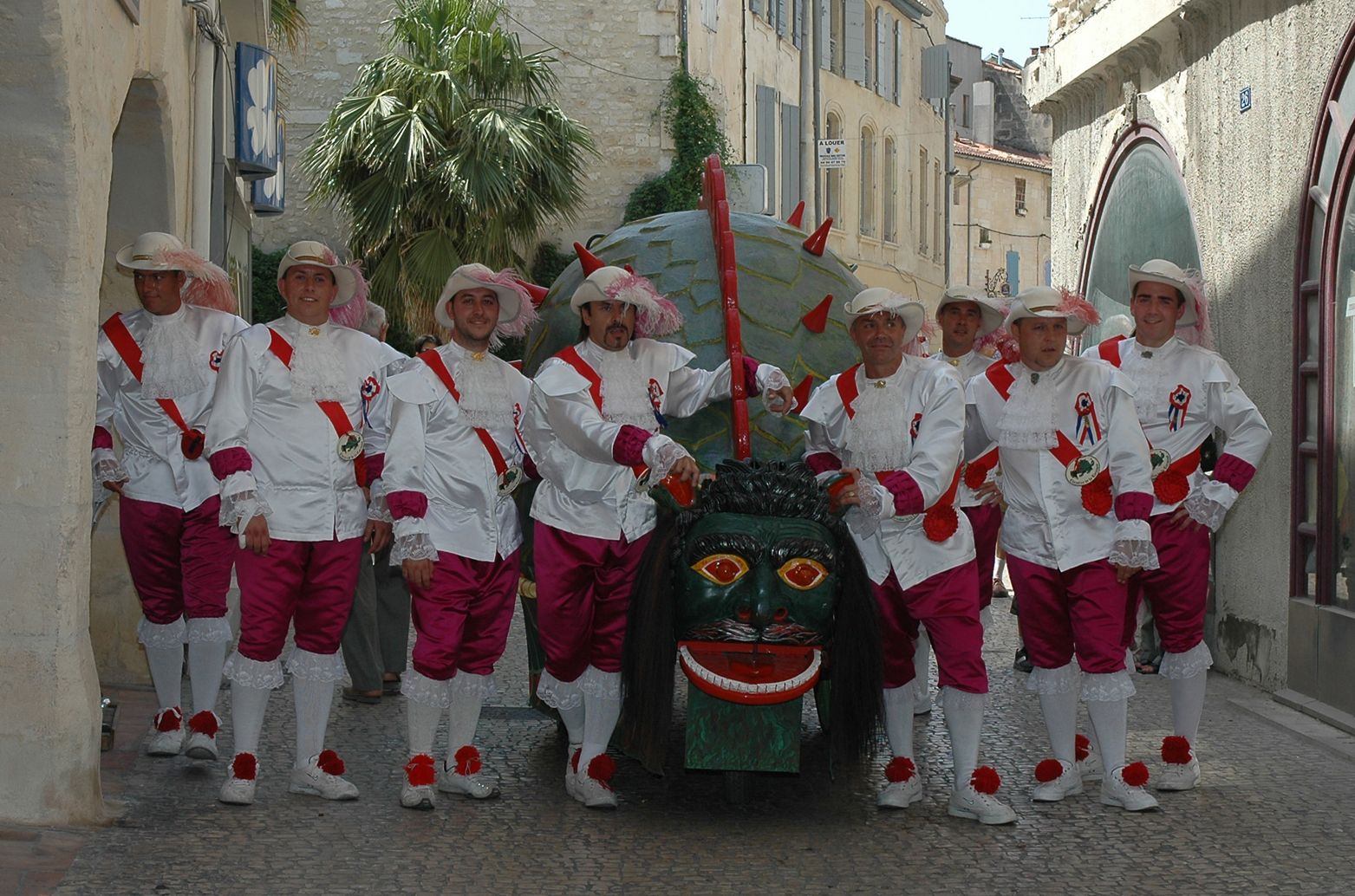
La Tarasque et les Chevaliers de la Tarasque
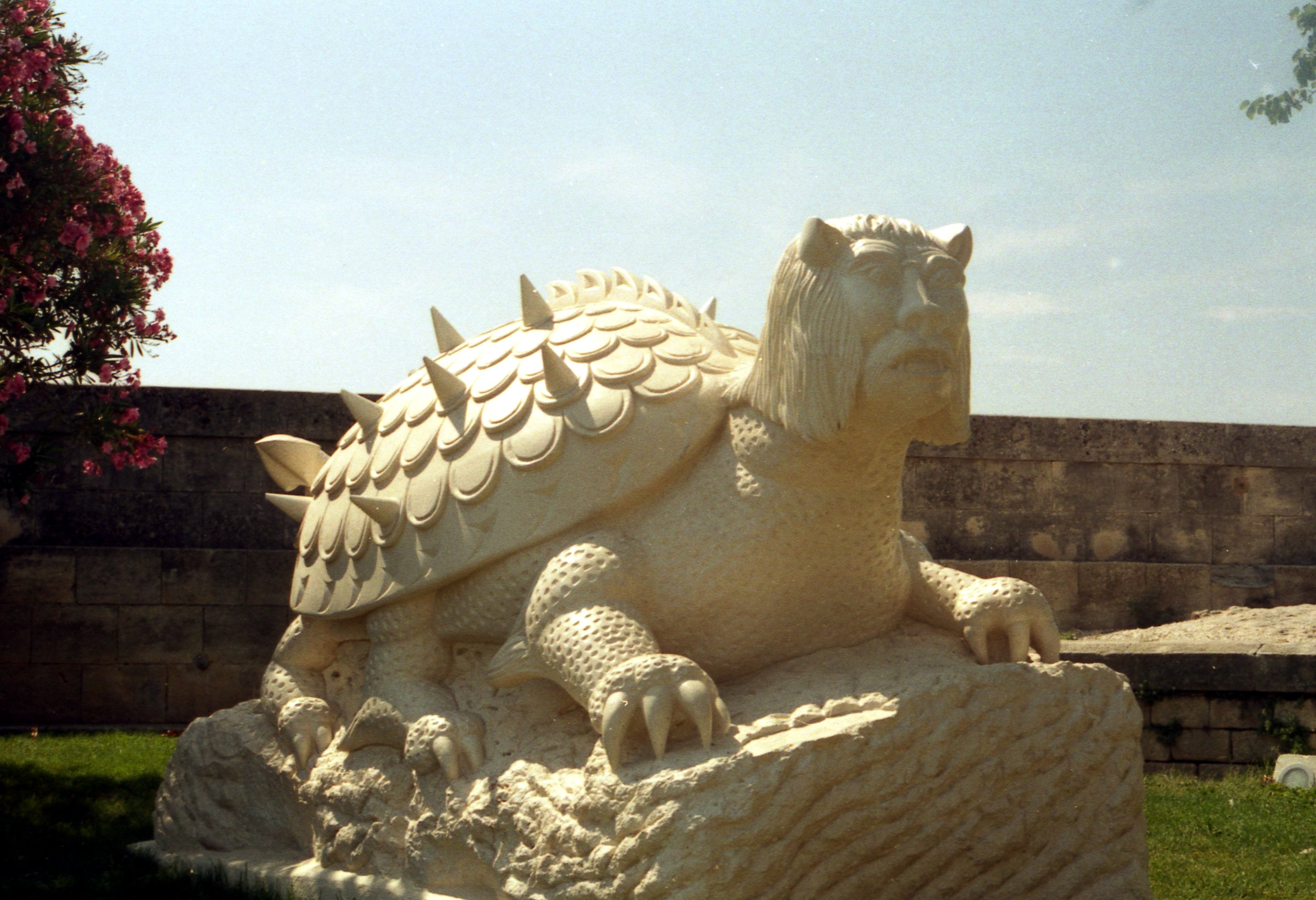
La statue de la Tarasque, au pied du château de Tarascon

#### Festivités
Cette légende donna naissance à des festivités, créées par le Roi René d'Anjou en 1469. Elles se déroulaient alors sur deux jours, le second dimanche après la Pentecôte, et reprenaient ensuite le 9 juillet pour la fête de Marthe, patronne de Tarascon. Le roi les présida jusqu'au 14 avril 1474, date à laquelle il créa l'ordre des Tarasquaires. Ces fêtes étaient destinées à exorciser le mal qui, pour les riverains du Rhône, se traduisait par les débordements intempestifs du fleuve. On accusait, entre autres choses, la Tarasque de bousculer les digues péniblement établies, de rompre de ses coups de queue les barrages qui empêchaient les eaux d'inonder la Camargue. On fabriqua alors un monstre qu'on lâchait dans les rues.
L'effigie était naïve mais impressionnante : immense carcasse de fer de 6 mètres de long, au corps en forme de tortue, hérissé de piquants, une tête humaine avec des moustaches gauloises, des oreilles triangulaires, des dents de poisson carnivore et une longue queue qui balaie tout sur son passage. À partir de Pentecôte puis les 50 jours suivants, elle devait rappeler au peuple ce monstre qui l'avait terrorisé.
Au XIXe siècle, les apparitions de ce monstre sont encore assez menaçantes : la queue très longue, constituée d'une poutre, traverse la foule qui, comme dans les abrivades, montre son habileté en bravant ou en essayant de toucher le monstre tout en lui échappant. À son passage, il était d'usage (et c'est encore l'usage aujourd'hui) de pousser le cri traditionnel :
Lagadeou, lagadigadeou, la Tarascou
Lagadeou, lagadigadeou, lou Casteou
À l'époque, la périodicité de cette fête était aussi imprévisible que les inondations qu'elle était censée exorciser. La Tarasque courut en 1846, 1861, 1891 et 1946.
Jusqu'à la fin du XIXe siècle, ces fêtes s'accompagnaient de jeux et d'une procession menés par les différentes corporations de métiers : vignerons, portefaix, bergers, jardiniers (maraîchers, fermiers, métayers) mais aussi des bourgeois. La présence de ces corporations, qui représentaient les métiers de la Provence, symbolisait la renaissance fertile lors des fêtes de Pentecôte.
Désormais, la Tarasque ne sort qu'une fois par an, durant les fêtes de la Tarasque : on la voit alors défiler dans les rues de la ville. Le reste de l'année, on peut la voir dans son antre dans la Rue des Halles.

### Tarasque espagnole

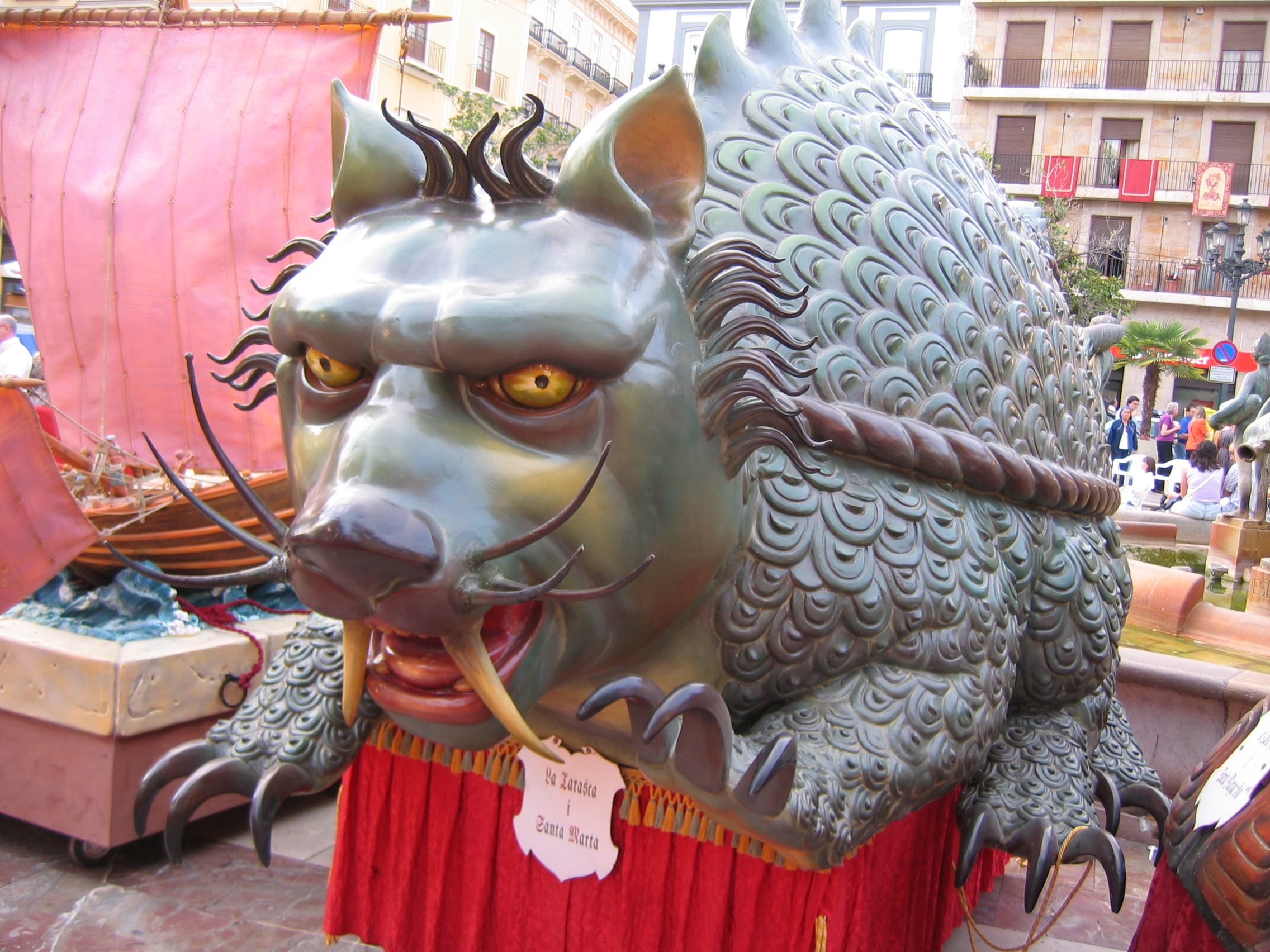
Tarasque de la Fête-Dieu à Valence.

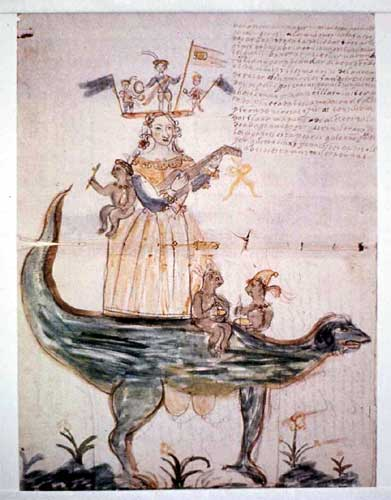
La Tarasque de Madrid en 1663.

La Tarasque est présente dans de nombreuses villes espagnoles, de Madrid à Grenade. Liée à la ville de Tarragone en Catalogne, la Tarasque fait également partie du bestiaire des fêtes de Ciutat Vella de Barcelone, depuis au moins le XVIe siècle. La Tarasque participe à des processions de la Fête-Dieu à travers toute l'Espagne. Elle a de nombreuses variantes selon les villes, surtout en Catalogne où elle prend la forme du Drac à Vilafranca, se nomme la Mulassa à Reus et se retrouve aussi à Berga lors de la fête de la Patum. En Galice, elle est connue sous le nom de Coca à Redondela, ville de la province de Pontevedra.
- Dans la ville de Grenade, la Tarasca défile accompagnée de grosses têtes et de géants. Le monstre porte sur son dos un mannequin habillé par un grand couturier ce qui définit les tendances des vêtements qui seront à la mode au cours de l'été[15].
- À Valence, lors de la procession, l'une des figures représente La Tarasca de Santa Marta ou Dragon à la grande gueule[16].
- Dans la cité de Tolède, à la veille de la procession religieuse, a lieu le défilé de géants et de grosses têtes du XVIIIe siècle, qui escorte la Tarasque. Avec un corps de tortue, des ailes de vampire, une tête de serpent, elle ouvre sa gueule fumante et projette de l'eau sur les enfants.

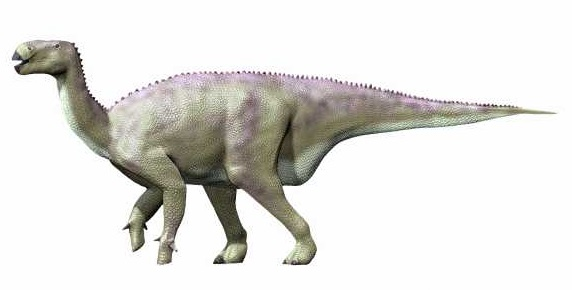
Le dinosaure Iguanodon restitué par le paléoartiste moderne Nobu Tamura.

Sur son dos, a pris place la tarasquilla représentant Anne Boleyn. Ce carnaval a été remis à l'honneur dans Tolède au début des années 1980.

## Tarasque en paléontologie

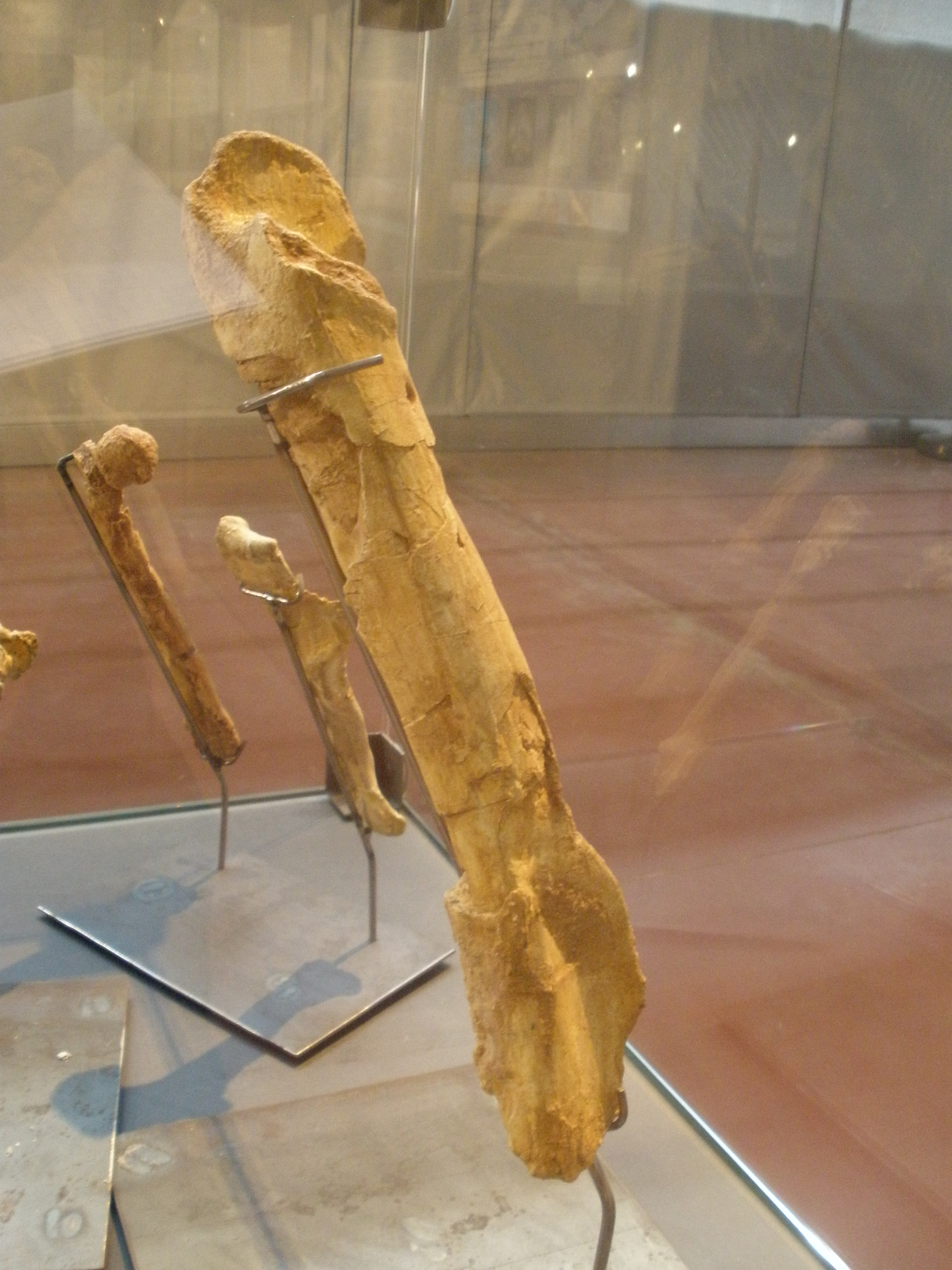
Fémur fossile d'un Tarascosaurus salluvicus.

La Provence est un pays riche en fossiles et de tout temps, on en a découvert ; des restes d'animaux préhistoriques de grande taille ont pu être perçus comme des « os de dragon » et influencer les mythes de nos ancêtres. En sens inverse, après l'émergence de la démarche scientifique, alors que la notion de dinosaure se substitue progressivement à celle de dragon dans la culture populaire, les paléontologues s'inspirent parfois des légendes pour dénommer leurs trouvailles : c'est ainsi que le dinosaure découvert en 1991 lors des fouilles de Jean Le Lœuff et Éric Buffetaut, dans le département de l'Aude, a été nommé « Tarascosaure » (Tarascosaurus salluvicus), en référence à la Tarasque. Ses restes ainsi qu'un modèle grandeur nature sont exposés au musée Dinosauria d'Espéraza.